# Navy Mark IV

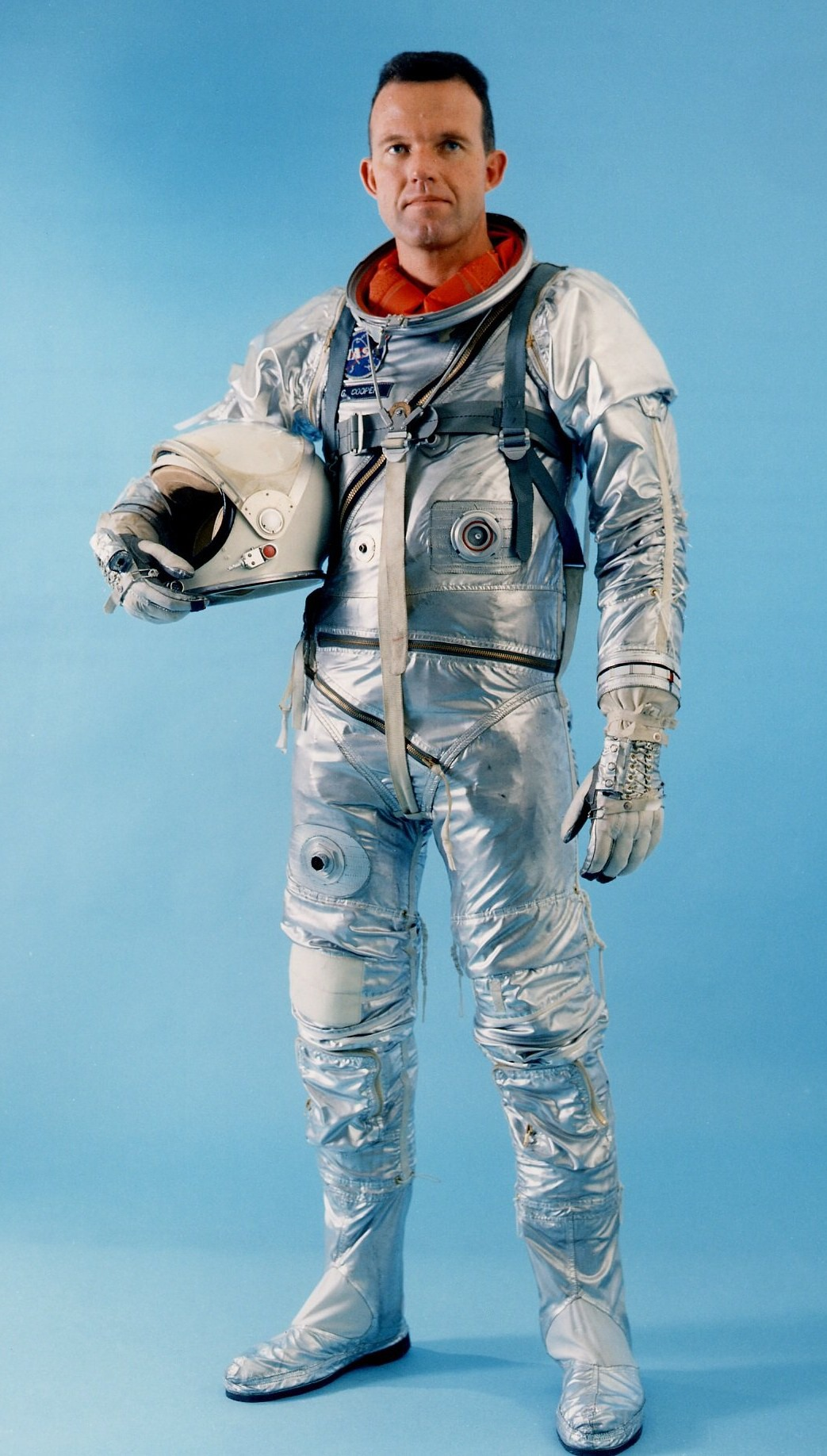
Tuta spaziale Mercury

La Navy Mark IV è una tuta pressurizzata sviluppata dalla B.F. Goodrich Company e dalla United States Navy per le operazioni con aerei da combattimento ad elevata altitudine. È conosciuta maggiormente per il suo successivo impiego come tuta spaziale per il programma Mercury, il primo programma spaziale statunitense.

## Sviluppo pre-Mercury
La tuta è stata inizialmente disegnata da Russell Colley (che progettò e costruì anche la tuta per alte altitudini per il pilota Wiley Post) per produrre una atmosfera il più simile possibile a quella della superficie terrestre nei primitivi jet non pressurizzati, sviluppati dalla U.S. Air Force e dalla U.S. Navy dopo la Guerra di Corea.
La Mark IV fu introdotta inizialmente alla fine degli anni cinquanta. Prima di essa, la marina sviluppò altri tipi di tuta, ma tutte si rivelarono troppo pesanti e garantivano scarsa mobilità.
La tuta Mark IV risolse i problemi di mobilità con l'uso di corda elastica e con il peso di 22 libbre si dimostrò la più leggera tra tutte quelle sviluppate in ambito militare. Il test più severo della tuta si è verificato durante il volo record in mongolfiera di Malcolm Ross e Victor Prather nella gondola non pressurizzata Strato-Lab V che arrivò fino a 34.670 metri. Con l'avvento delle cabine pressurizzate l'adozione di una tuta a piena pressione (sviluppata per conto della National Advisory Committee for Aeronautics, in seguito NASA) per i voli dell'aereo razzo X-15, la tuta Mark IV cadde in disuso.

## Progetto Mercury

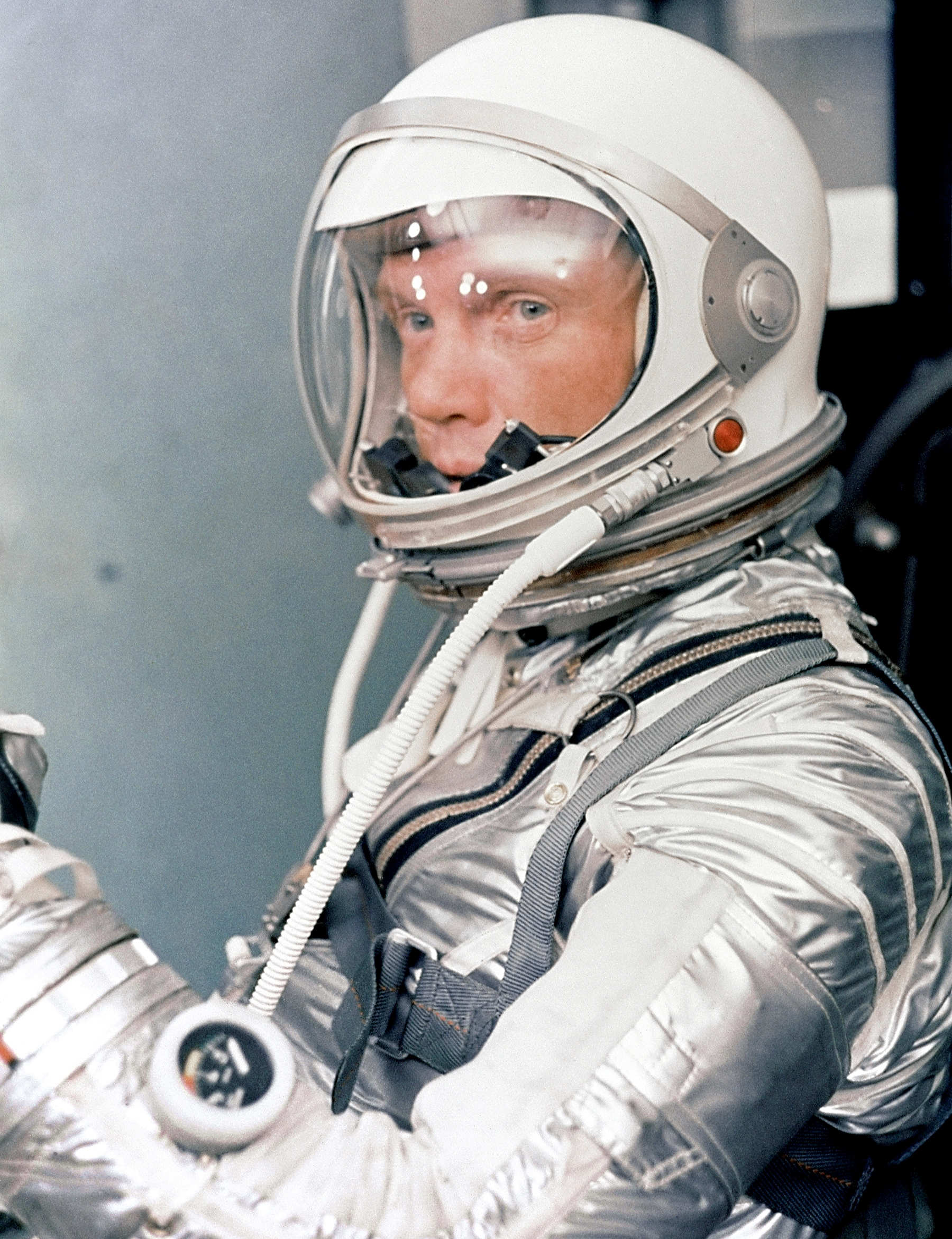
La tuta Mercury con il casco

Quando la NASA, nel 1958, ha iniziato il programma Mercury, una delle prime necessità che si evidenziarono all'agenzia era l'avere una tuta pressurizzata per proteggere gli astronauti in caso di improvvisa depressurizzazione della cabina, nel vuoto dello spazio. Per risolvere il problema, la NASA, testò sia la Navy Mark IV sia la tuta delle missioni X-15, la scelta ricadde sulla prima per la minor massa e la più semplice adattabilità per l'utilizzo nelle missioni spaziali.
I maggiori cambiamenti operati sulla Mark IV furono i seguenti:
- È stata eliminata la membrana in gomma intorno al volto di chi li indossa. L'ossigeno è stato fatto entrare nel vestito attraverso un tubo collegato alla vita, il sistema per il raffreddamento è posto in un tubo sul lato destro del casco o attraverso l'apertura per il viso, a seconda che la visiera sia chiusa o aperta. Un piccolo contenitore in pressione, collegato ad un connettore vicino alla mascella sinistra dell'astronauta è stato utilizzato per pressurizzare la tenuta pneumatica quando la visiera è chiusa.
- Sostituzione del nylon grigio scuro con una calotta esterna realizzata in alluminio rivestito in nylon ai fini di controllo termico.
- La sostituzione degli stivali in pelle nera di sicurezza con quelle in pelle rivestite di nylon e alluminio. Anche questo per il controllo termico.
- Introduzione di cinghie e cerniere per migliorare l'indossabilità
- Guanti speciali con quattro dita ricurve per gestire i controlli, con il dito medio fatto dritto per spingere pulsanti e muovere gli interruttori.
- Un sistema Biomed sulla coscia destra per il collegamento ai sistemi di telemetria biomedica della navetta.

Ogni astronauta aveva a disposizione tre tute: una per l'addestramento, una per il volo e una come scorta. Tutte e tre le tute costavano complessivamente 20.000 dollari, e diversamente da quelle per utilizzo militare, erano fatte su misura per ciascun astronauta. Nessun grave problema fu riscontrato durante l'utilizzo di questa tuta, venne riportato solamente un controllo non del tutto efficiente della temperatura.

## Utilizzi successivi
Dopo le Mercury, la tuta fu usata per le prime fasi dello sviluppo del programma Gemini, ma poi fu abbandonata, in quanto si profilava la necessità di sviluppare una tuta che consentisse anche le attività extraveicolari. Questi obbiettivi furono raggiunti con la G3C, una versione della tuta dell'X-15.

## Galleria d'immagini

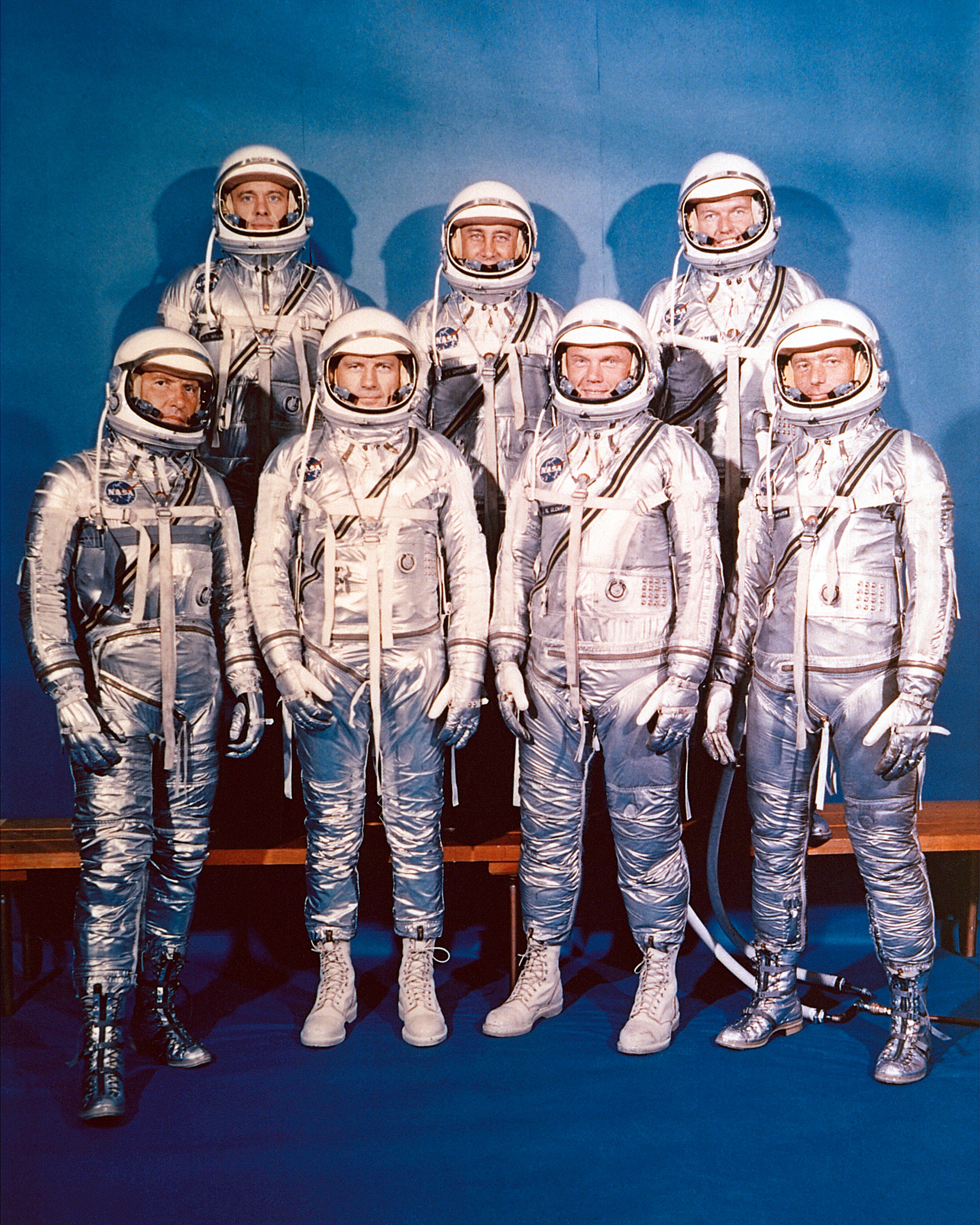
Gli astronauti del gruppo Mercury Seven
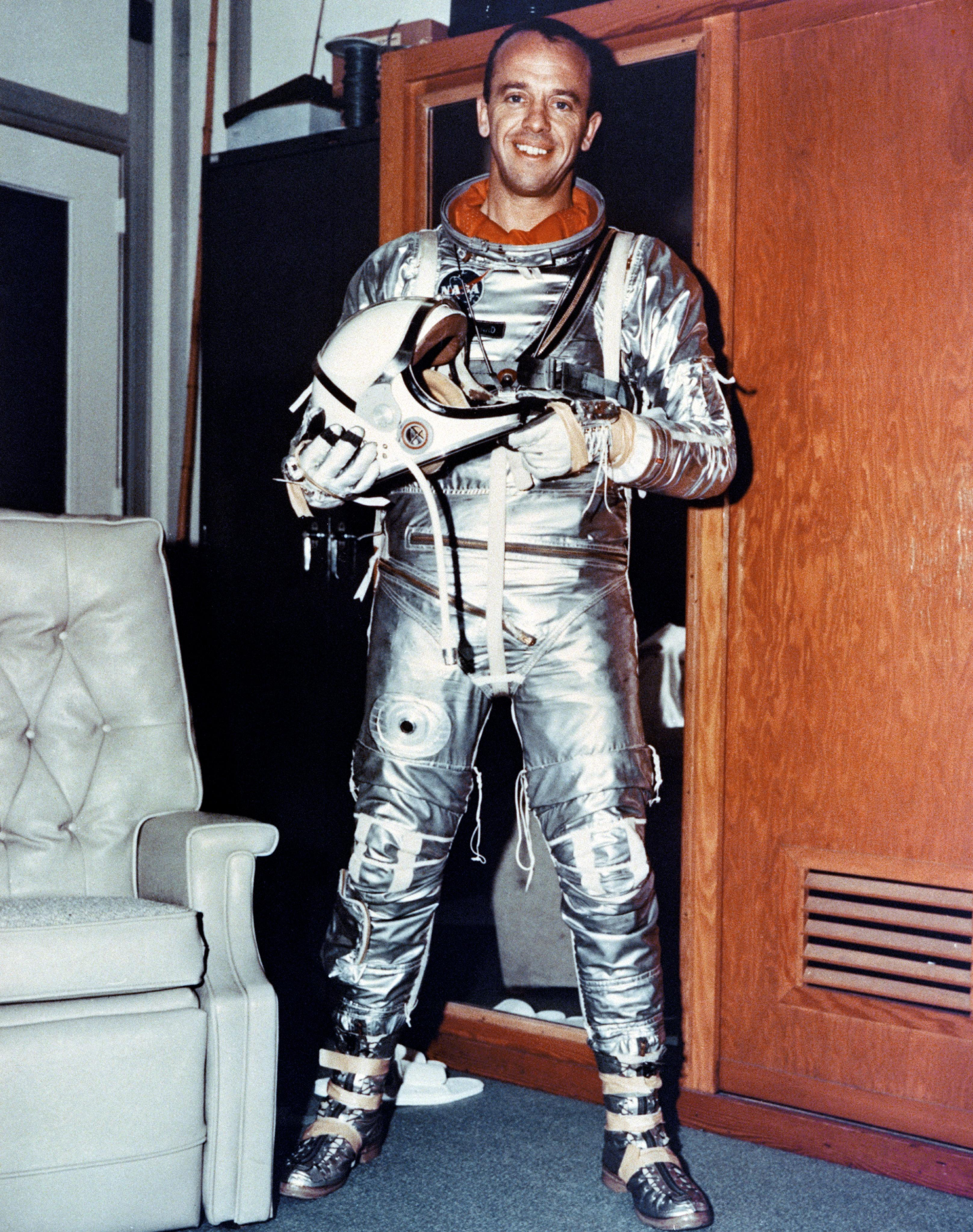
Alan Shepard poco prima del suo volo con la Mercury-Redstone 3
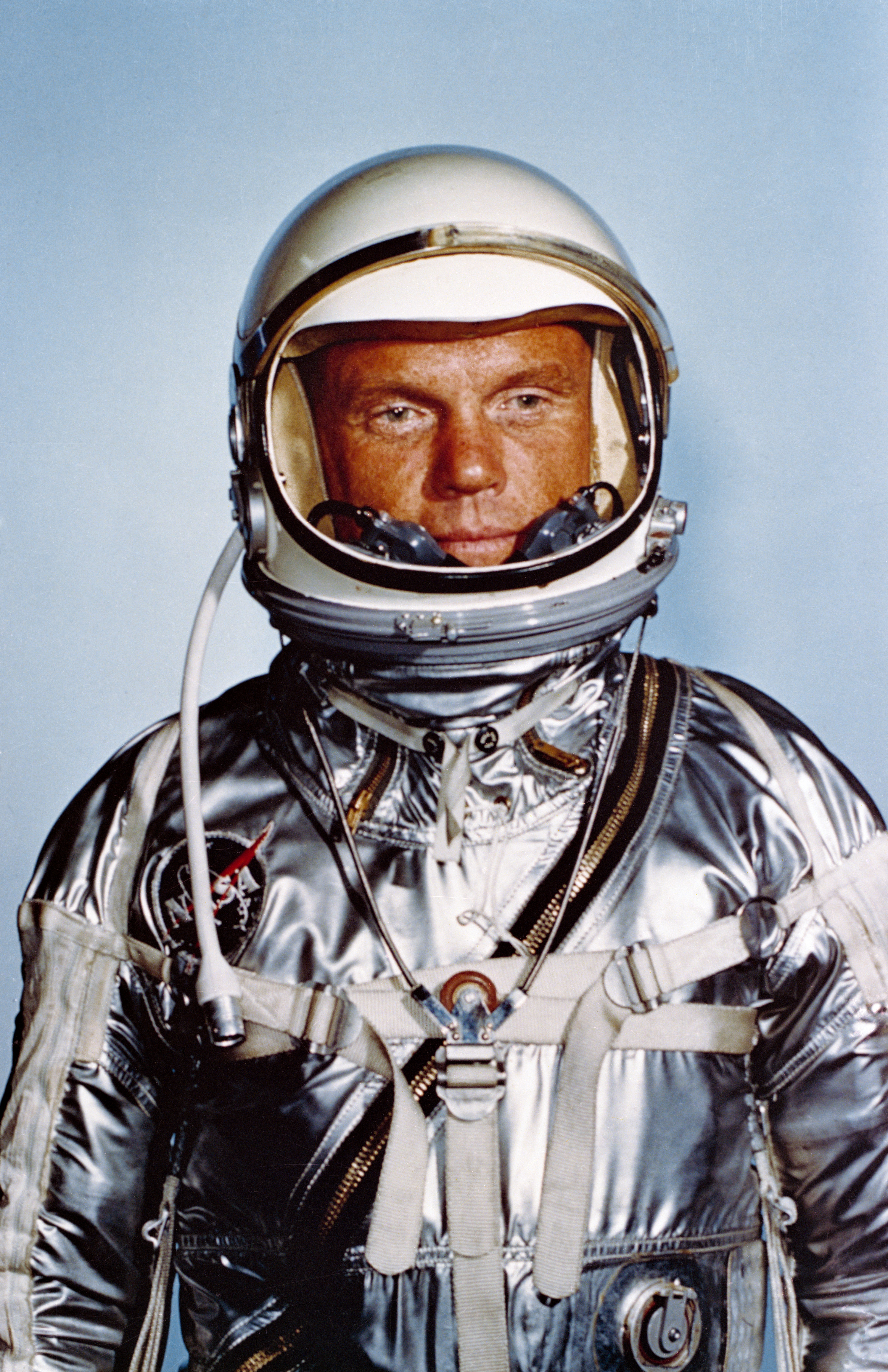
John Glenn (missione Mercury-Atlas 6) con la tuta spaziale Mercury
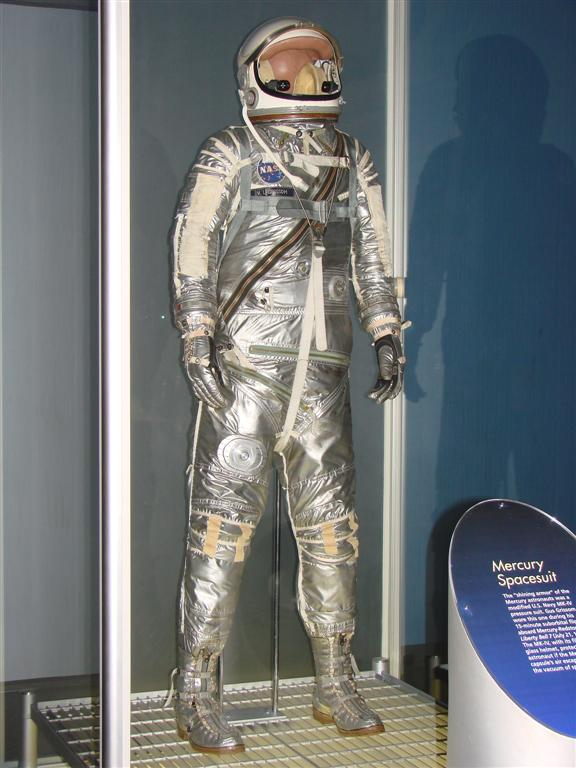
Tuta spaziale Mercury esposta alla Astronaut Hall of Fame a Titusville (Florida)